# 伏伊伏丁那自治省
伏伊伏丁那自治省（塞尔维亚语：Аутономна Покрајина Војводина/Autonomna Pokrajina Vojvodina，匈牙利语：Vajdaság Autonóm Tartomány）是塞尔维亚北部的一个自治省。伏伊伏丁那民族构成复杂，其中塞尔维亚人为主体民族，馬扎爾人為第二大民族。伏伊伏丁那有六种官方语言。首府是诺维萨德。

## 历史
远古时期伏伊伏丁那的居民有伊利里亚人、色雷斯人、凯尔特人等。后来该地成为罗马帝国的一部分。当时伏伊伏丁那属于潘诺尼亚行省，境内的斯雷姆斯卡米特罗维察当时是该地区的重镇，有六名罗马皇帝在该地或附近出生。
匈人於395年将罗马人逐出潘诺尼亚。后来匈奴人、拜占庭帝国、保加尔人、匈牙利人相继统治伏伊伏丁那。1526年，奥斯曼帝国军队北上欧洲，在第一次摩哈赤战役中击败匈牙利，匈牙利雅盖隆王朝随之崩溃，匈牙利大部分地区被奥斯曼帝国兼并。
奥地利的哈布斯堡王朝於18世纪初接管伏伊伏丁那。奥地利皇帝给予当地塞尔维亚人选择公爵的权利，该地因此被塞尔维亚人称为“公爵领地”，即“伏伊伏丁那”名称的来源。
在哈布斯堡的统治下，来自王朝其他地区的移民纷纷移居伏伊伏丁那，造成了该地的民族构成的多样性。1867年奥地利正式改为奥匈帝国（奥地利与匈牙利），此时伏伊伏丁那属于匈牙利王国管辖。

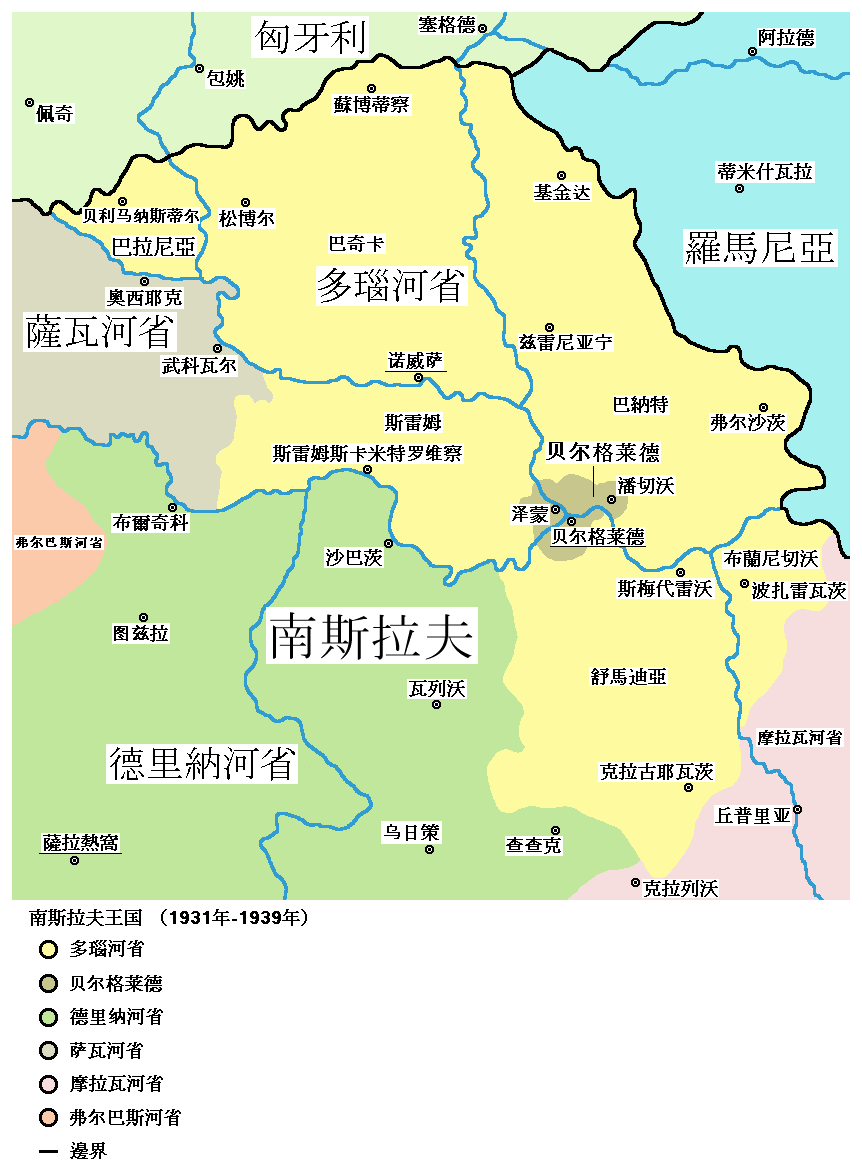

第一次世界大战中，奥匈帝国战败，旋即崩溃。伏伊伏丁那加入了塞尔维亚王国，该国后来又加入了塞尔维亚人、克罗地亚人和斯洛文尼亚人王国的一部分。王国于1929年更名為南斯拉夫。第二次世界大战期间，南斯拉夫戰役後，南斯拉夫被納粹德國肢解，伏伊伏丁那大体并入了轴心国成员的匈牙利王國和德國傀儡政權克罗地亚独立国及塞爾維亞救國政府，在1945年德軍撤出南斯拉夫、匈牙利投降後，此地被蘇聯红軍及南斯拉夫反抗軍控制战后又重新成为由铁托领导的南斯拉夫社会主义联邦共和国的一部分。
南斯拉夫于1974年实行的新宪法给予了伏伊伏丁那自治省的地位，被称为伏伊伏丁那社会主义自治省。但在塞尔维亚在米洛舍维奇的领导下于1990年取消了该自治省的许多权利。但与科索沃不同，伏伊伏丁那局势始终比较平静，没有爆发大规模战争。
米洛舍维奇倒台后，伏伊伏丁那的各少数民族大体拥护新政府。2002年该自治省的自治权得到了恢复，2004年采用了新省旗。
2008年，科索沃宣布独立，引发国际关注。另外引起注意的是，伏伊伏丁那也出现独立声浪，但塞尔维亚对科索沃独立持强烈反对态度，伏伊伏丁那的独立诉求恐难以获得正面答覆。2009年，伏伊伏丁那通过了新的自治宪法。

## 地理

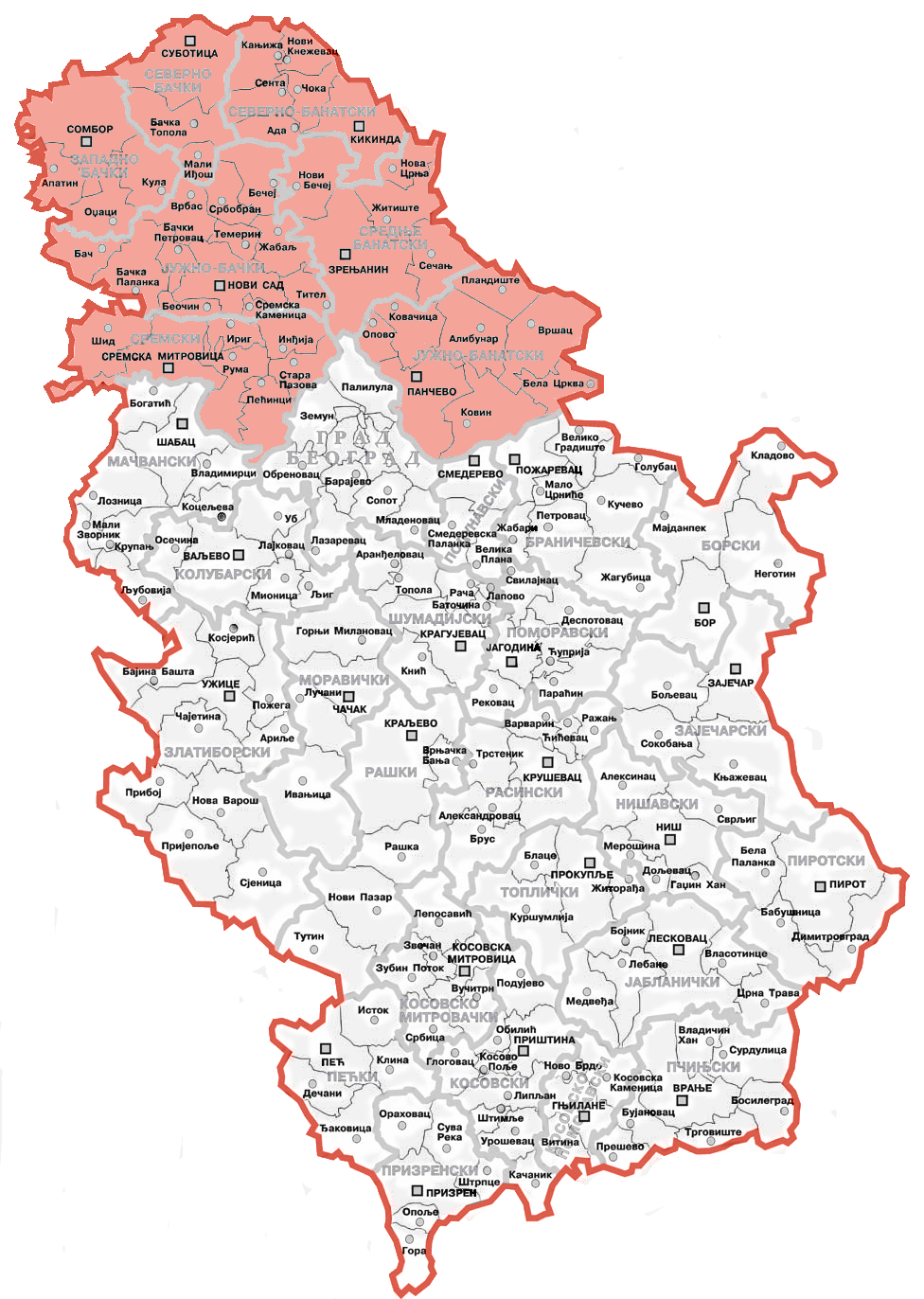

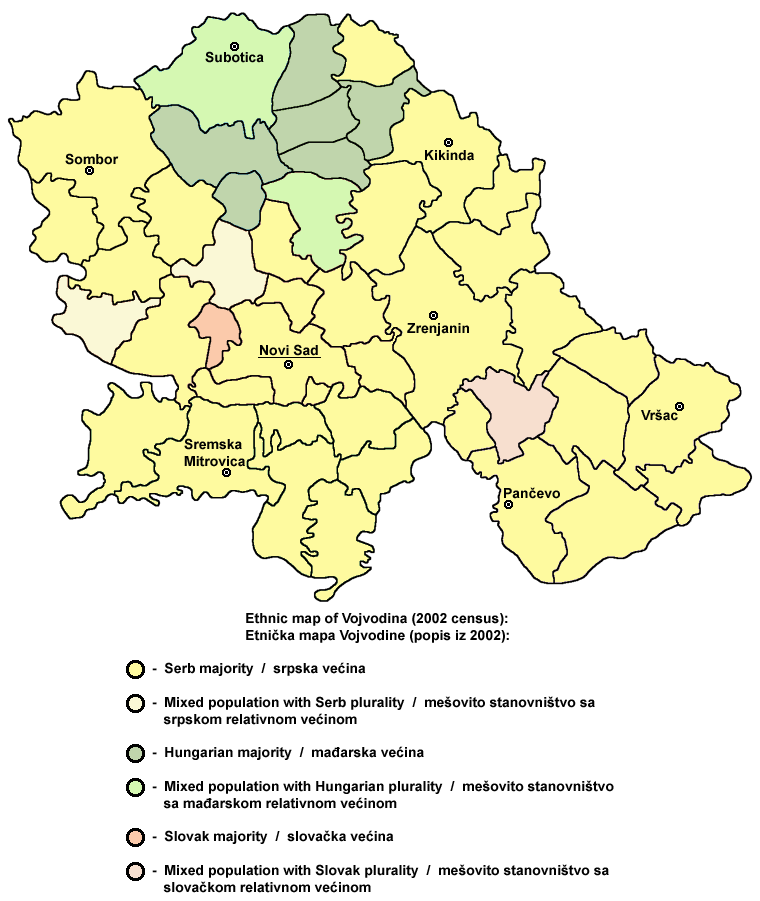

伏伊伏丁那位于塞尔维亚北部地区。伏伊伏丁那被多瑙河与蒂萨河一分为三，其中西北部分为巴奇卡地区，东部为巴纳特地区，西南部为斯雷姆地区。

## 行政区划
伏伊伏丁那自治省下分为45个地方政府单位：8个城市和37个市镇。除了这些地方政府之外还有7个行政区，但这些行政区是中央政府的区域行政中心，其本身并无行政权力。七个行政区为：
- 北巴纳特區
- 中巴纳特區
- 南巴纳特區
- 北巴奇卡區
- 西巴奇卡區
- 南巴奇卡區
- 斯雷姆區

## 人口
各民族人口：
- 1,321,807人是塞尔维亚人 (65.05%)
- 290,207人是匈牙利人 (14.28%)
- 56,637人是斯洛伐克人 (2.79%)
- 56,546人是克罗地亚人 (2.78%)
- 55,016人是「其他」 (2.71%)
- 49,881人是南斯拉夫人 (2.45%)
- 35,513人是黑山人 (1.75%)
- 30,419人是罗马尼亚人 (1.50%)
- 29,057人是罗姆人 (1.43%)
- 19,766人是布涅瓦茨人 (0.97%)
- 15,626人是卢森尼亚人 (0.77%)
- 11,785人是马其顿人 (0.58%)

按语言：
- 1,557,020人說塞尔维亚语 (76.63%)
- 284,205人說匈牙利语 (13.99%)
- 55,065人說斯洛伐克语 (2.71%)
- 29,512人說罗马尼亚语 (1.45%)
- 21,939人說罗姆语（吉卜赛语） (1.08%)
- 21,053人說克罗地亚语 (1.04%)

按宗教：
- 1,401,475人信仰东正教 (68.97%)
- 388,313人信仰天主教 (19.11%)
- 72,159人信仰新教 (3.55%)

## 政治
伏伊伏丁那有多个地方性政党，其中包括：伏伊伏丁那社会民主联盟、伏伊伏丁那改革党、伏伊伏丁那联合党团、伏伊伏丁那运动、伏伊伏丁那社会主义者联盟。
伏伊伏丁那自治省首長现为博扬·帕吉蒂（民主党），伏伊伏丁那自治省议会议长为博扬·科斯特雷斯（伏伊伏丁那社会民主联盟）。